# Elisabeth Helene von Vieregg

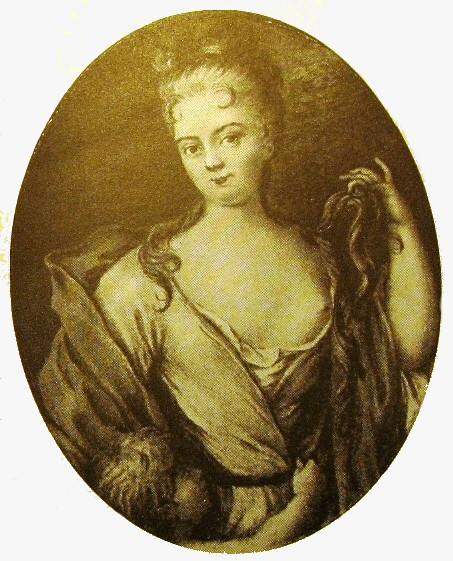
Elisabeth Helene von Vieregg

Elisabeth Helene von Vieregg, född 4 maj 1679, död 27 juni 1704, var en dansk (ursprungligen tysk) hovdam, senare mätress och slutligen gift genom bigami med kung Fredrik IV av Danmark.
Elisabeth Helene von Vieregg var dotter till Adam Otto von Vieregg til Weitendorff, som 1698–1706 var Preussens ambassadör i Danmark. Hon blev hovfröken åt Sofia Hedvig av Danmark 1699, och senast efter att Fredrik besteg tronen samma år hans älskarinna. Förhållandet hölls i början hemligt, men avslöjades 1701 genom hennes fars brev, som försvarade relationen. Hennes far stödde förbindelsen med tanken att han genom sin dotter kunde få lättare att främja Preussens intressen i Danmark. Huruvida förhållandet hade någon inverkan på faderns intressen som preussisk diplomat är oklart.  
Den 6 september 1703 begick Fredrik bigami då han gifte sig med henne trots att han var gift med Louise av Mecklenburg-Güstrow. Kyrkan godkände vigseln då polygami förekom i bibeln. Hon fick egendomen Antvorskov och titeln grevinna av Antvorskov och blev därigenom officiell mätress. Efter vigseln noterades en benägenhet hos Fredrik IV att söka döma mildare i mål om bigami och förhindra dödsstraff. Elisabeth Helene von Vieregg ska enligt bland andra det brittiske sändebudet David Pulteney ha tillhört den så kallade "Fyrkanten", ett hovparti vid hovet bestående av tidigare monarkers utomäktenskapliga barn och deras lojalister, som under hennes tid leddes av Ulrik Frederik Gyldenløve och hans barn och deras makar. Detta parti brukade stödja sig på mätresser och gynnade Frankrikes intressen i Danmark. Hon betraktades som franskvänlig och tillskrevs av utländska diplomater ha politiskt inflytande, även om det är oklart hur stort hennes inflytande i själva verket var. Enligt Johan Reinhold Patkul samarbetade hon med honom om att skapa en dansk-rysk-sachsisk koalition mot Sverige, en plan som gick i stöpet på grund av hennes död. 
Vieregg dog i barnsäng 1704 och gavs en offentlig begravning. 